# سان فرانسيسكو قرطبة (مدينة)
سان فرانسيسكو، قرطبة (بالإسبانية: San Francisco, Córdoba) هي مدينة تقع في الأرجنتين في محافظة قرطبة. يقدر عدد سكانها بـ 58,588 نسمة وترتفع عن سطح البحر 104 متر.

## توأمة
لسان فرانسيسكو، قرطبة (مدينة) اتفاقيات توأمة مع:
- بينيرولو

## أعلام
- جورجيلينا كرافيرو
- إيفان خواريز
- روبرتو غونزاليس
- أندريه خوسيه غونزاليز
- ماريانو بويرتا